# 이엉

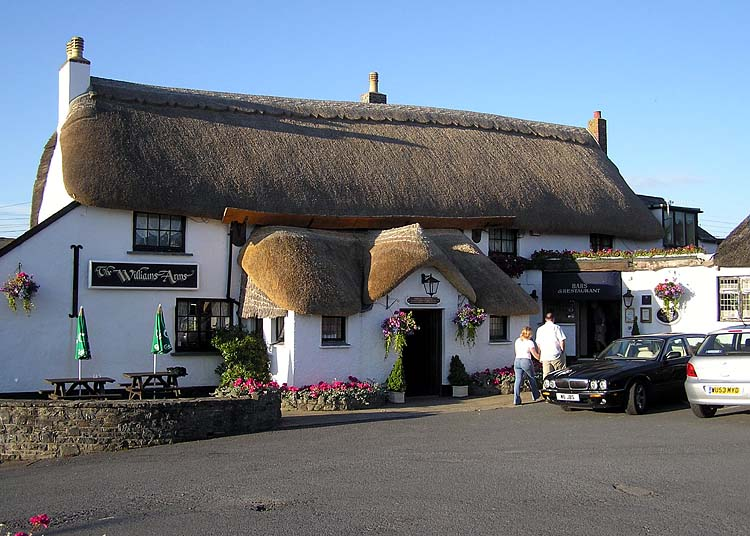
이엉 잇기로 만든 펍. (잉글랜드 노스데번)

이엉(thatch)은 짚, 갈대, 사초, 골풀, 헤더(heather) 또는 종려나무 가지와 같은 마른 초목을 엮어 만든 지붕 자재다. 이 이엉을 만들고 배수를 위해 겹겹이 쌓으면 초가지붕이 된다. 이엉의 대부분은 건조한 상태를 유지하고 빽빽하게 들어차 있어 공기를 가두기 때문에 이엉이 단열재 역할도 한다. 이는 매우 오래된 지붕 공법으로 열대 및 온대 기후 모두에서 사용되었다. 이엉 잇기는 개발도상국의 건축업자들이 여전히 고용하고 있으며 일반적으로 저렴한 지역 식생을 사용한다. 대조적으로, 일부 선진국에서는 집에 소박한 모습을 원하거나 보다 환경 친화적인 지붕을 원하거나 원래 이엉 잇기를 구입한 일부 부유한 사람들이 선택한다.

## 같이 보기
- 토속건축